# Cichlasoma bartoni
Cichlasoma bartoni је зракоперка из реда Perciformes.

## Угроженост
Ова врста се сматра рањивом у погледу угрожености врсте од изумирања.

## Распрострањење
Ареал врсте је ограничен на једну државу. 
Мексико је једино познато природно станиште врсте.

## Станиште
Станиште врсте су слатководна подручја.